# Водопроводный переулок (Санкт-Петербург)
Водопрово́дный переу́лок — переулок в Центральном районе Санкт-Петербурга. Проходит от Шпалерной улицы до Воскресенской и Смольной набережных.

## История
- Назван 7 марта 1880 года по городской водопроводной станции (дом № 1).
- До 1917 года по переулку проходила граница Литейной и Рождественской полицейских частей.

## Объекты
- Дом № 1 — Главная водопроводная станция (левобережный «Водоканал»). На её территории ранее находилась Громовская лесная биржа. Там же находится Санкт-Петербургский музей воды.